# Paroster dingbatensis
Paroster dingbatensis är en skalbaggsart som först beskrevs av Watts och William F. Humphreys 2004.  Paroster dingbatensis ingår i släktet Paroster och familjen dykare. Inga underarter finns listade i Catalogue of Life.